# Iver Poulsen
Iver Poulsen (født 3. maj 1906 i Lemvig, død 6. februar 1972 i Kjellerup) var en dansk dyrlæge og politiker. Han var landsformand for De Uafhængige fra 1955 til 1968 og repræsenterede partiet i Folketinget fra 1960 til 1966.

## Familie
Iver Poulsen var søn af Lemvigs borgmester Niels Jensen Poulsen (1874-1941) og hustru Kirstine Andreasen (1878-1957). Han blev i 1934 gift med Gerda Marie Knudsen (født 1909 i Kjellerup, død 1999).

## Uddannelse og erhverv
Iver Poulsen gik folkeskole og blev derefter uddannet til møbelsnedker fra 1920 til 1924. Han gik på håndværkerhøjskole 1924-1925 og fortsætte med at tage præliminæreksamen fra Kornmod Realskole i Silkeborg i 1926 og studentereksamen fra Statens og Hovedstadskommunernes Studenterkursus i København i 1927. Han studerede til dyrlæge på Landbohøjskolen fra 1927 til 1933. Efter sin dyrlægeeksamen var Iver Poulsen praktiserende dyrlæge i Kjellerup fra 1933 til 1954. Fra 1954 var han overdyrlæge ved Kjellerup Eksportslagteri, Kjellerup Eksportmarked og Kjellerup kommunale mælkekontrol.
Han var medlem af sundhedskommissionen i Kjellerup fra 1938 for kommissionens formand fra 1939 til 1948. Han var bestyrelsesmedlem i Viborg Amts Dyrlægeforening fra 1940 til 1945.

## Politisk karriere
Iver Poulsen var sognerådsmedlem i Kjellerup Kommune fra 1943 til 1948, hvor han valgt på en ikke-partipolitisk liste. Han tilsluttede sig Knud Kristensens kritik af grundlovsrevisionen i 1953 og var med til at stifte partiet De Uafhængige samme år. I 1955 overtog han formandsposten fra Knud Kristensen.
Han var opstillet til Folketinget for De Uafhængige i Kjellerupkredsen i Viborg Amtskreds fra 1953 og blev indvalgt ved valget i 1960 som var det første valg hvor det lykkedes for partiet at blive repræsenteret. Han måtte forlade Folketinget efter valget i 1966 hvor De Uafhængige mistede alle sine mandater. Iver Poulsen mente ikke, at De Uafhængige skulle stille op ved folketingsvalget 23. januar 1968, og stillede ikke selv op. Ved valget fik partiet kun 14.360 stemmer, og Poulsen gik af som formand 4. februar 1968, da partiets hovedbestyrelse besluttede at fortsætte partiet.
Poulsen stod for en stærk konservativ højreorienteret politik i samarbejde med næstformand Ib Adam Rimstad. Han var kompromisløs, men virkede ikke udfordrende eller sårende og fremstod godt på tv.